# Lecca (cognome)
Lecca è un cognome di lingua italiana.

## Varianti
Il cognome non presenta varianti.

## Origine e diffusione
Cognome tipicamente panitaliano, è presente anche in Sardegna.
Potrebbe costituire una variante dei cognomi Lecchi e Leccio, ma la sua origine è incerta.

## Persone
- Nicola Lecca (1976) – scrittore italiano